# Đai Hoàng Đạo

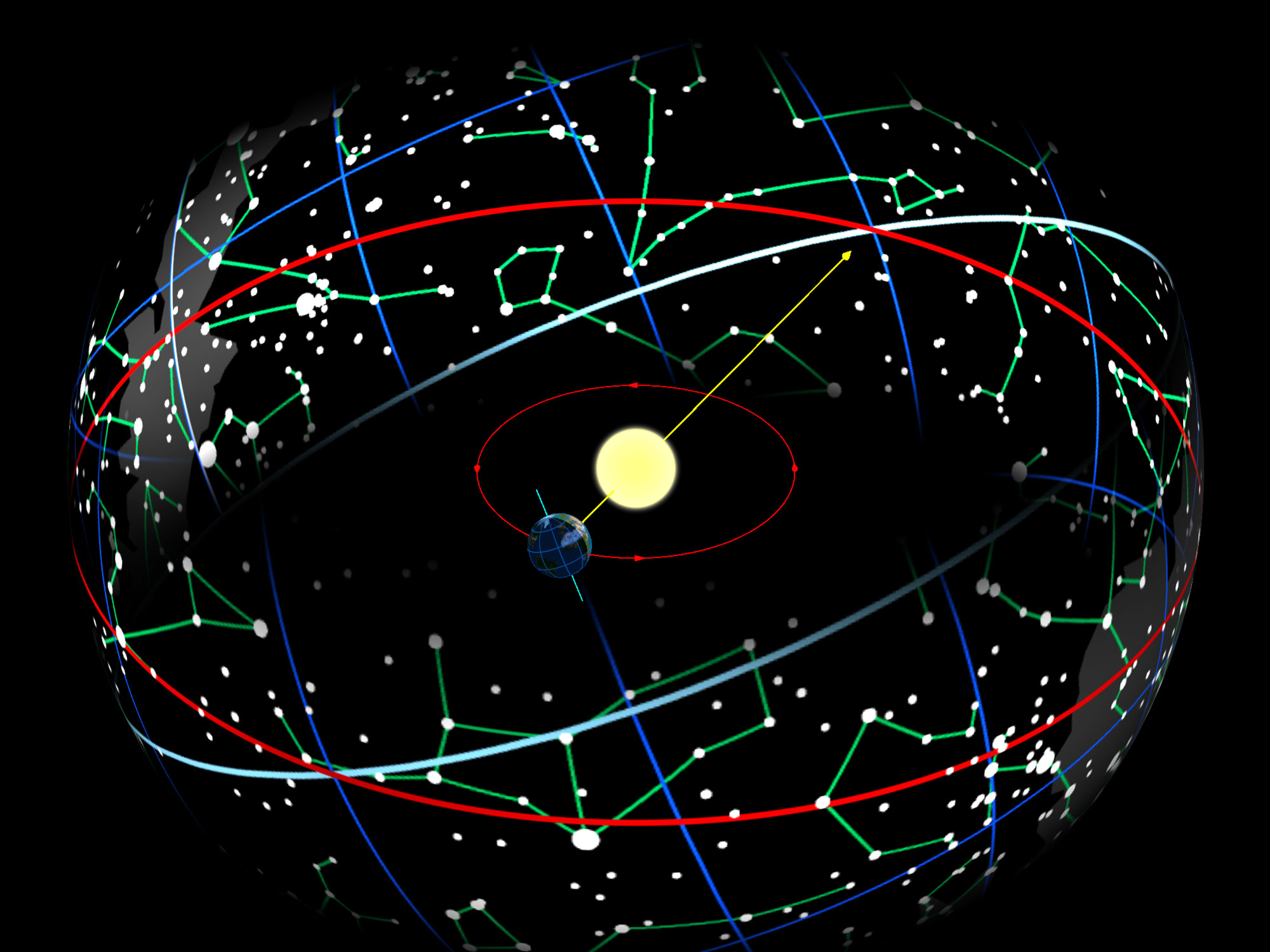
Trái đất trong quỹ đạo của nó quanh Mặt trời làm cho Mặt trời xuất hiện trên thiên cầu di chuyển dọc theo đường Hoàng Đạo (màu đỏ), nghiêng 23,44 ° so với đường xích đạo thiên thể (màu xanh trắng).

Đai Hoàng Đạo là một khu vực của bầu trời kéo dài khoảng 8° bắc hoặc nam (tính theo hệ tọa độ thiên văn) của Hoàng Đạo, đường đi rõ ràng của Mặt Trời trên khắp thiên cầu trong suốt năm. Các đường đi của Mặt Trăng và các hành tinh khả kiến cũng nằm trong vành đai của đai Hoàng Đạo.

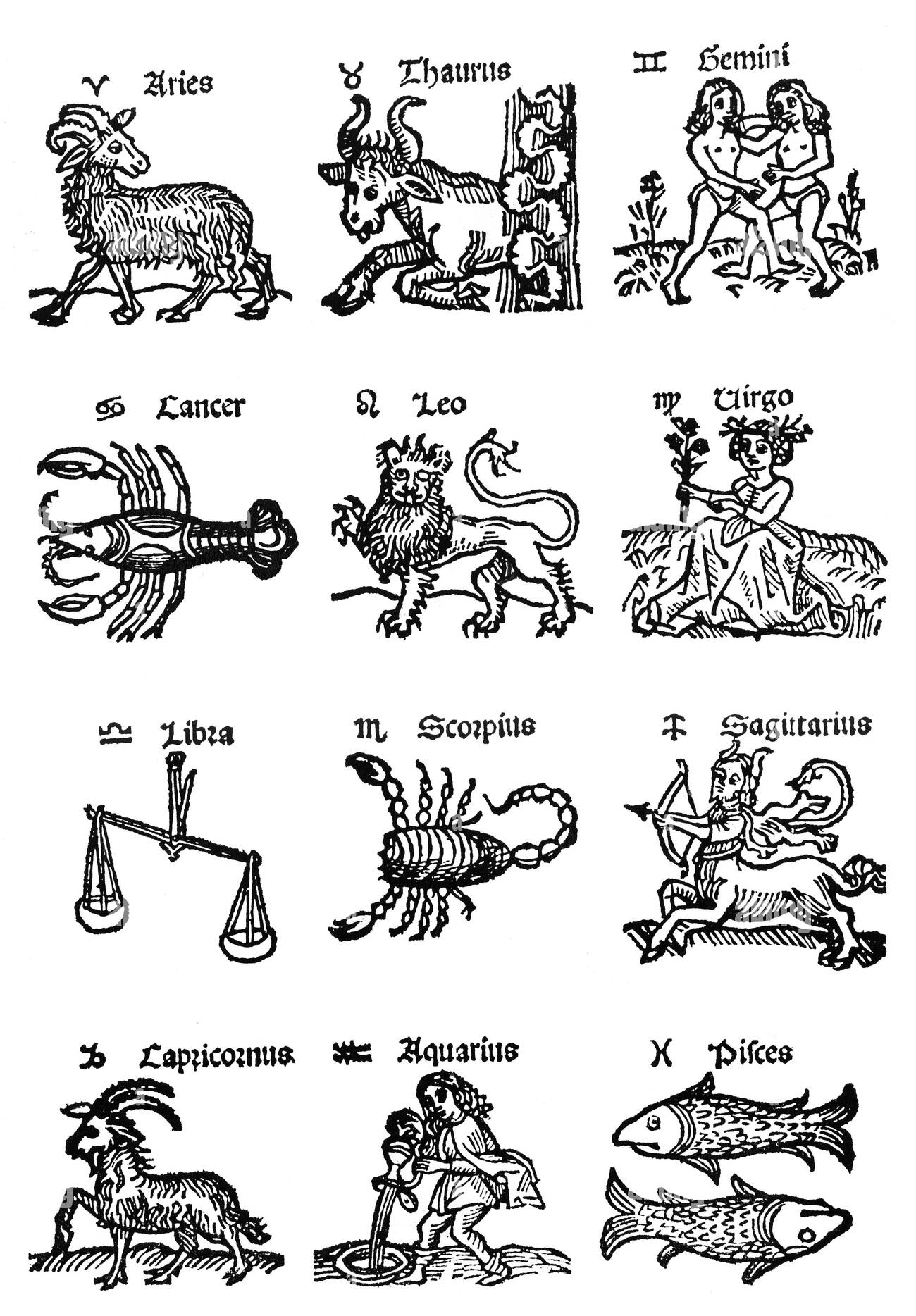
12 biểu tượng cung Hoàng Đạo trên tranh khắc gỗ thế kỷ 16

Trong chiêm tinh học phương Tây, và trước đây là thiên văn học, đai Hoàng Đạo được chia thành mười hai cung hoàng đạo, mỗi cung chiếm 30°Của kinh độ thiên cầu và gần như tương ứng với các chòm sao Bạch Dương, Kim Ngưu, Song Tử, Cự Giải, Sư Tử, Xử Nữ, Thiên Bình, Thiên Yết, Nhân Mã, Ma Kết, Bảo Bình và Song Ngư.
Mười hai cung chiêm tinh tạo thành một hệ tọa độ thiên thể, hay cụ thể hơn là một hệ tọa độ chiết trung, lấy Hoàng Đạo làm gốc của vĩ độ và vị trí của Mặt trời tại điểm xích đạo là nguồn gốc của kinh độ.

## Lịch sử

### Lịch sử ban đầu

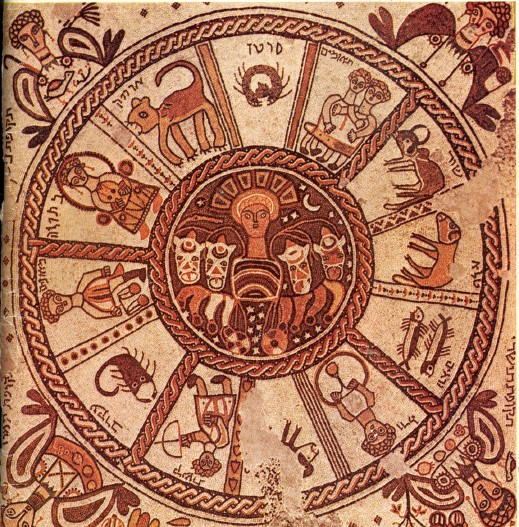
Bánh xe Hoàng Đạo: Hình khảm vỉa hè thế kỷ thứ 6 này trong một giáo đường kết hợp các yếu tố Hy Lạp-Byzantine, Beit Alpha, Israel.

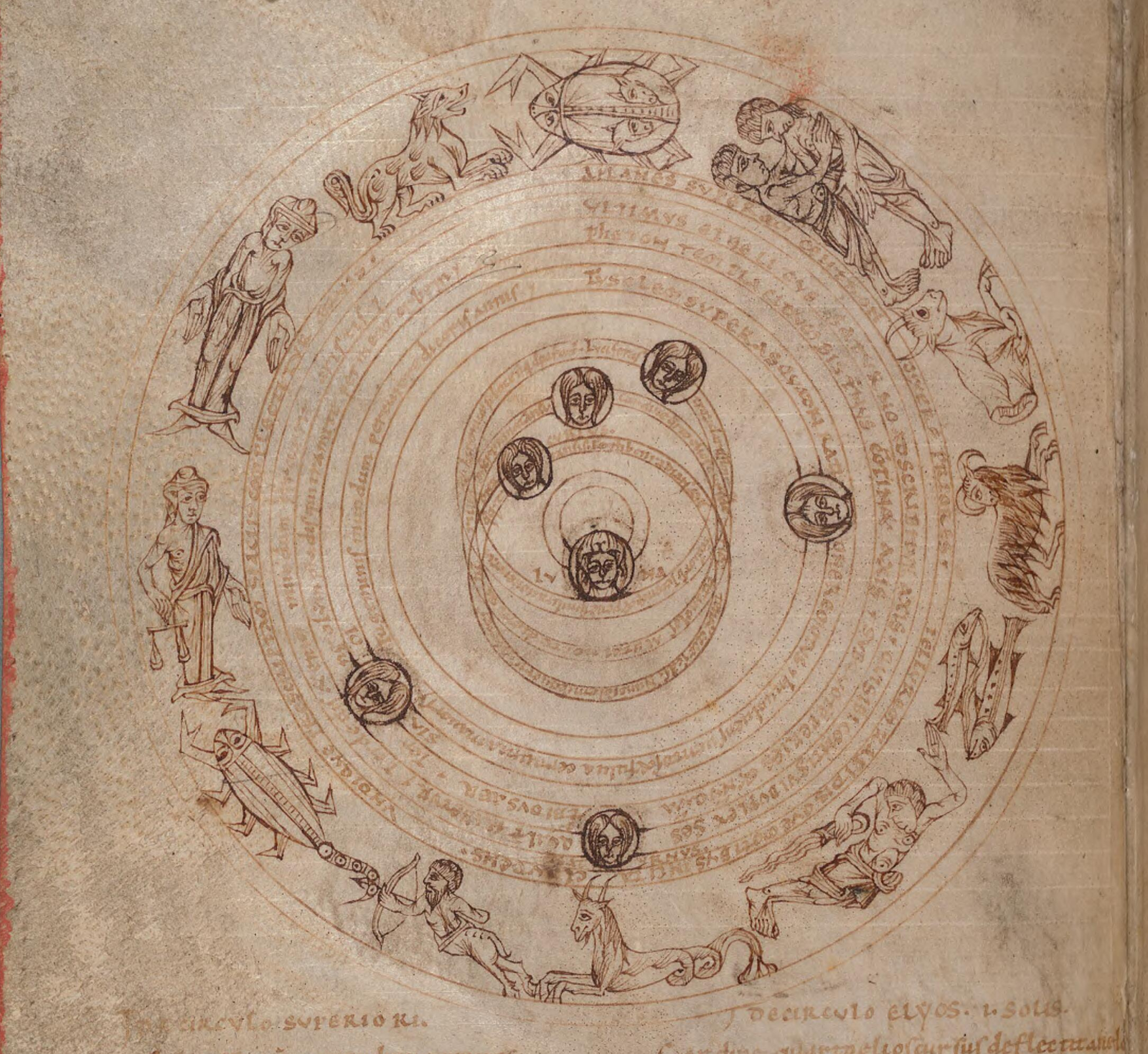
Vòng tròn Hoàng Đạo với các hành tinh, c.1000 - NLW MS 735C

Sự phân chia của Hoàng Đạo thành các cung Hoàng Đạo bắt nguồn từ thiên văn học Babylon (" Chaldean ") trong nửa đầu của Thiên niên kỷ 1 TCN. Đai Hoàng Đạo vẽ các ngôi sao trong các danh mục sao Babylon trước đó, chẳng hạn như danh mục MUL.APIN, được biên soạn vào khoảng 1000 năm trước Công nguyên. Một số chòm sao có thể được truy nguyên từ xa hơn, đến các nguồn thời đại đồ đồng (triều đại Babylon đầu tiên), bao gồm Gemini "The Twins", từ MAŠ.TAB.BA.GAL.GAL "The Great Twins" và Cancer "The Crab", từ AL.LUL "The Crayfish", v.v..
Vào khoảng cuối thế kỷ thứ 5 TCN, các nhà thiên văn học Babylon đã chia Hoàng Đạo thành mười hai "cung" bằng nhau, tương tự như mười hai tháng sơ đồ của ba mươi ngày. Mỗi dấu hiệu chứa ba mươi độ kinh độ thiên thể, do đó tạo ra hệ tọa độ thiên thể đầu tiên được biết đến. Theo tính toán của vật lý thiên văn hiện đại, đai Hoàng Đạo được giới thiệu trong khoảng từ năm 409 đến 398 TCN và có lẽ trong vòng vài năm xung quanh 401 TCN Không giống như các nhà thiên văn học hiện đại, mà bắt đầu cung Bạch Dương ở vị trí của Mặt trời ở điểm xuân phân, các nhà thiên văn học Babylon đã cố định đai Hoàng Đạo liên quan đến các ngôi sao, khởi đầu của Cự Giải ở cuối "Ngôi sao sinh đôi" (Pollux) và sự khởi đầu của Bảo Bình tại phía sau "Ngôi sao con dê" (δ Capricorni). Các kiểu phân chia này không tương ứng chính xác với nơi các chòm sao bắt đầu và kết thúc trên bầu trời; điều này sẽ dẫn đến một sự phân chia bất thường. Mặt Trời trên thực tế đã đi qua ít nhất 13, chứ không phải 12 chòm sao Babylon. Để phù hợp với số tháng trong một năm, các nhà thiết kế của hệ thống đã bỏ qua chòm sao lớn Ophiuchus (Xà Phu). Bao gồm các số liệu nhỏ hơn, các nhà thiên văn học đã đếm tới 21 chòm sao Hoàng Đạo đủ điều kiện. Những thay đổi trong hướng quay của trục Trái Đất (hay hiện tượng tuế sai) cũng có nghĩa là thời gian trong năm của Mặt trời ở một chòm sao nhất định đã thay đổi kể từ thời Babylon.
Trong nhật ký thiên văn học Babylon, một vị trí hành tinh thường được trao cho riêng một cung Hoàng Đạo, ít thường xuyên hơn ở các mức độ cụ thể trong một cung. Khi độ kinh độ được đưa ra, chúng được biểu thị bằng tham chiếu đến 30°Của dấu hiệu Hoàng Đạo, nghĩa là không có tham chiếu đến vòng quay thiên cầu 360° liên tục. Trong các lịch thiên văn, các vị trí của các hiện tượng thiên văn quan trọng được tính theo các phân số hệ số 60 của một mức độ (tương đương với phút và giây của đo góc). Đối với các lịch hàng ngày, các vị trí hàng ngày của một hành tinh không quan trọng bằng ngày có ý nghĩa chiêm tinh khi hành tinh này chuyển từ một cung Hoàng Đạo sang một cung Hoàng Đạo tiếp theo.

### Thiên văn học / chiêm tinh học Do Thái
Kiến thức về đai Hoàng Đạo Babylon cũng được phản ánh trong Kinh thánh tiếng Do Thái; EW Bullinger giải thích các sinh vật xuất hiện trong cuốn sách của Ezekiel là cung giữa của bốn phần tư đai Hoàng Đạo, với Sư tử là Leo, Bull là Kim Ngưu, Người đàn ông đại diện cho Bảo Bình và Đại bàng đại diện cho Bọ Cạp. Một số tác giả đã liên kết mười hai bộ lạc Israel với mười hai dấu hiệu và/hoặc lịch Do Thái âm lịch có 12 tháng âm lịch trong một năm âm lịch. Martin và những người khác đã lập luận rằng sự sắp xếp của các bộ lạc xung quanh Đền tạm (được báo cáo trong Sách số) tương ứng với thứ tự của Hoàng đạo, với Judah, Reuben, Ephraim và Dan đại diện cho các dấu hiệu giữa của Leo, Aquarius, Taurus, và Scorpio tương ứng. Những kết nối như vậy đã được Thomas Mann, người trong tiểu thuyết Joseph và His Brothers đưa ra những đặc điểm của một cung thuộc đai Hoàng Đạo cho mỗi bộ lạc trong sự tái hiện của ông về Phước lành của Jacob.

### Thời Hy Lạp cổ đại
Cách phân chia của Babylon du nhập vào chiêm tinh học Hy Lạp vào thế kỷ 4 TCN. Chiêm tinh số mệnh xuất hiện lần đầu tại Ai Cập thuộc Hy Lạp. Cung Hoàng Đạo Dendera (khoảng năm 50 TCN) là mô tả sớm nhất về 12 cung Hoàng Đạo.
Đóng vai trò quan trọng trong chiêm tinh học số mệnh của phương Tây là nhà thiên văn học kiêm chiêm tinh học Claudius Ptolemaeus với tác phẩm Tetrabiblos được xem là nền tảng của chiêm tinh học phương Tây.

### Thời Trung Cổ
Trong thời kỳ của Vương quốc Abbasid, đã xảy ra việc dịch các tác phẩm tham khảo Hy Lạp sang tiếng Ả Rập, và các nhà thiên văn Hồi giáo thời Trung Cổ đã tiến hành quan sát riêng của họ và điều chỉnh Almagest của Ptolemy. Một trong những tác phẩm như vậy là Book of Fixed Stars của Al-Sufi, bao gồm hình vẽ minh họa về 48 chòm sao. Cuốn sách này được chia thành ba phần: các chòm sao nằm trên đường hoàng đạo, các chòm sao nằm phía bắc của đường hoàng đạo, và các chòm sao nằm phía nam. Khi các tác phẩm của Al-Sufi và những tác phẩm khác được dịch sang tiếng Ả Rập vào thế kỷ 11, đã xuất hiện một số lỗi trong quá trình dịch thuật. Điều này dẫn đến việc đặt tên cho một số ngôi sao dựa trên chòm sao mà chúng thuộc về, ví dụ như Hamal, một ngôi sao thuộc chòm sao Bạch Dương.
Trong thời kỳ Trung Cổ, sự quan tâm đến ma thuật Hy Lạp-Rôma bắt đầu hồi sinh, trước hết trong Kabbalism và sau đó trong ma thuật Phục hưng. Điều này bao gồm việc sử dụng ma thuật của đường hoàng đạo, như thể hiện ví dụ như Sefer Raziel HaMalakh.
Các hình ảnh vòng tròn hoàng đạo cũng xuất hiện trong nghệ thuật kính ảnh Trung Cổ, như trong trường hợp Nhà thờ Angers, nơi thợ kính tài ba André Robin đã tạo ra các cửa sổ hoa văn cho phần nam và phía bắc sau khi nhà thờ bị cháy vào năm 1451.

### Thời kỳ Hồi giáo thời Trung Cổ

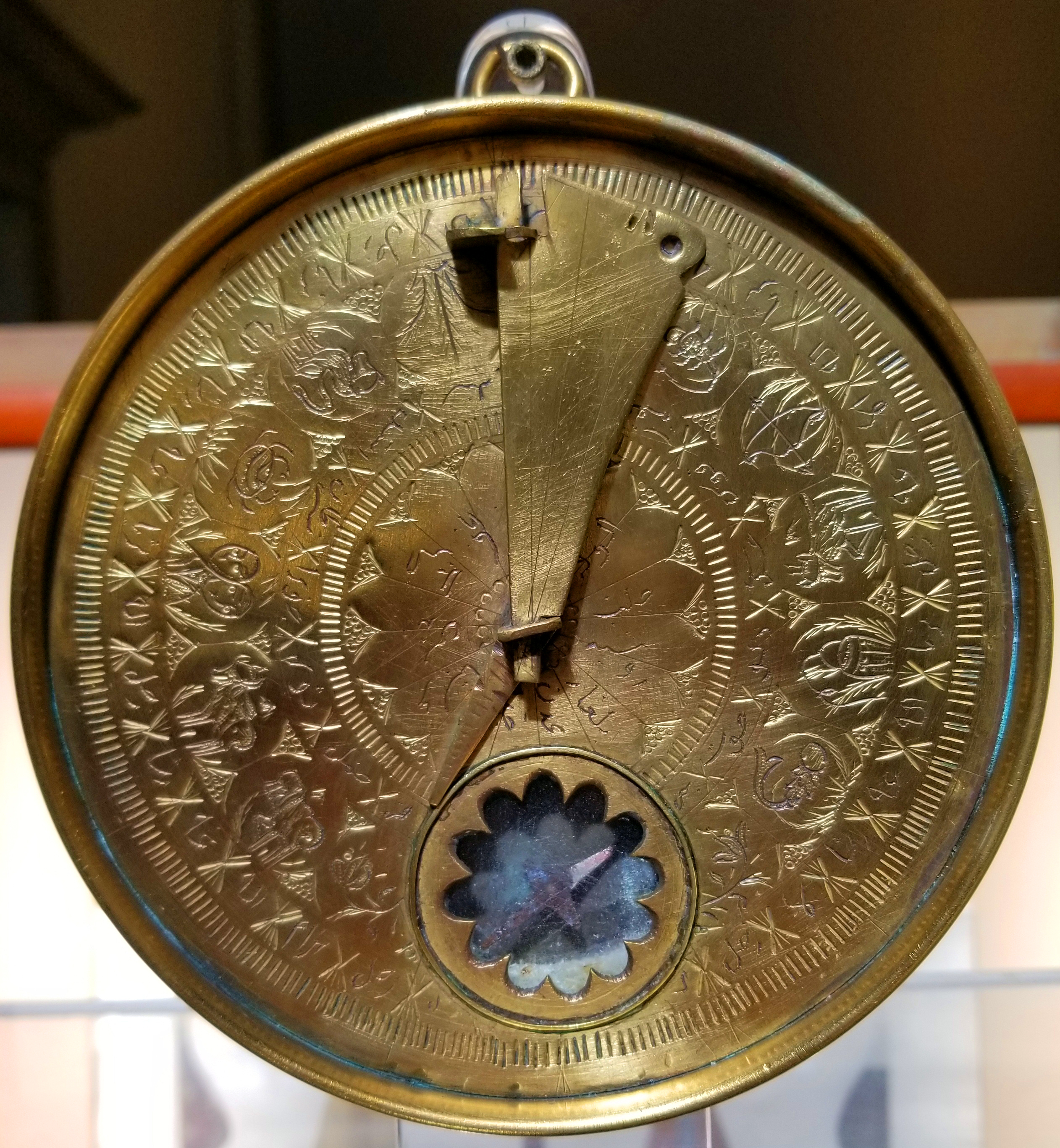
Đồng hồ mặt trời kiểu Ottoman với gnomon gập và la bàn. Đồng hồ mặt trời này có các ký hiệu địa danh được khắc sâu bằng tiếng Ả Rập và biểu tượng vòng tròn hoàng đạo. Viện bảo tàng Debbane Palace, Liban

Tử vi bắt đầu xuất hiện vào thế kỷ 8 sau Công Nguyên như một lĩnh vực riêng biệt trong Hồi giáo, kết hợp các yếu tố từ nhiều truyền thống, bao gồm Ấn Độ, Hy Lạp-Iran và các truyền thống khác, cùng với kiến thức thiên văn Hy Lạp và Hồi giáo, ví dụ như các công trình của Ptolemy và cuốn sách Book of Fixed Stars của Al-Sufi. Trong văn hóa Hồi giáo, kiến thức về tác động của các ngôi sao đối với sự kiện trên trái đất đã đóng một vai trò quan trọng. Theo quan điểm của Tử vi, người ta tin rằng vòng tròn hoàng đạo, cùng với các hành tinh chi phối, có khả năng ảnh hưởng đến số phận của con người, quốc gia, và thậm chí cả thế giới. Tử vi cho rằng vòng tròn hoàng đạo có khả năng xác định các đặc điểm về thể chất, trí tuệ và cá nhân của một người. Điều này đã tạo ra một hệ thống tin tưởng rất phức tạp và phổ biến trong văn hóa Hồi giáo và nhiều nền văn hóa khác trên khắp thế giới. Tử vi là một lĩnh vực nghiên cứu có lịch sử dài đằng sau và đã có sự phát triển và biến đổi qua nhiều thế kỷ. Nó thể hiện sự hòa quyện của kiến thức thiên văn, tâm lý học, và truyền thống tôn giáo trong văn hóa Hồi giáo và nhiều nền văn hóa khác.
Thực hành tử vi vào thời điểm này có thể được chia thành 4 thể loại lớn: Genethlialogy, Catarchic Astrology, Interrogational Astrology và General Astrology.:65 Tuy nhiên, loại tử vi phổ biến nhất là Genethlialogy, mà nghiên cứu tất cả các khía cạnh trong cuộc sống của một người liên quan đến vị trí của các hành tinh khi họ ra đời; thường được biết đến dưới dạng bản tử vi của chúng ta.:65
Tử vi là một dịch vụ được cung cấp rộng rãi trong đế chế Hồi giáo, thường tại các chợ hoặc nơi công chúng có thể trả tiền để được đọc tử vi. Nó đã có vai trò quan trọng trong xã hội Hồi giáo và được sử dụng trong nhiều khía cạnh khác nhau. Thậm chí, tử vi đã có sự ủng hộ và ứng dụng trong các triều đình hoàng gia. Ví dụ, hoàng đế Abbasid Al-Mansur đã sử dụng tử vi để xác định ngày tốt nhất cho việc xây dựng thủ đô mới, Baghdad. Mặc dù tử vi được chấp nhận rộng rãi trong xã hội Hồi giáo, nhiều học giả đã lên án việc sử dụng tử vi và chiêm tinh, và kết nối nó với các ảnh hưởng siêu nhiên. Nhiều nhà thần học và học giả cho rằng việc sử dụng tử vi vi phạm nguyên tắc của Hồi giáo, vì theo đạo Hồi, chỉ Thượng Đế mới có quyền quyết định vận mệnh và các sự kiện trên trái đất, chứ không phải là con người hoặc vị trí của các hành tinh. Mặc dù có sự tranh cãi về việc này, tử vi vẫn tiếp tục đóng vai trò quan trọng trong một số tầng lớp xã hội và vẫn tồn tại trong nhiều nền văn hóa Hồi giáo.
Để tính tử vi của một người, một nhà tử vi sử dụng ba công cụ chính: astrolabe, sổ thiên văn và takht. Quy trình này có thể diễn ra như sau: Sử dụng astrolabe để xác định vị trí của Mặt Trời, nhà tử vi sắp xếp vòng tròn trên thiết bị với thời gian sinh của người đó, sau đó điều chỉnh vòng tròn để xác định độ cao của Mặt Trời vào ngày đó. Tiếp theo, nhà tử vi sử dụng sổ thiên văn, một bảng chỉ ra vị trí trung bình của các hành tinh và ngôi sao trong bầu trời tại bất kỳ thời điểm nào. Cuối cùng, nhà tử vi cộng thêm độ cao của Mặt Trời từ astrolabe với vị trí trung bình của các hành tinh vào ngày sinh của người đó, sau đó cộng lại trên takht (bảng cát). Bảng cát đơn giản chỉ là một viên bảng phủ cát, nơi các tính toán có thể được thực hiện và dễ dàng xóa đi. Khi đã thực hiện các tính toán này, nhà tử vi có thể giải thích tử vi của người đó. Phần lớn giải thích này dựa trên vòng tròn hoàng đạo trong văn học và có thể bao gồm hướng dẫn về cách giải thích từng dấu của vòng tròn hoàng đạo, nhằm liên quan đến từng dấu riêng lẻ và đặc điểm của các dấu hoàng đạo đó.

### Thời kỳ đầu hiện đại
Một ví dụ về việc sử dụng các dấu hiệu vòng tròn hoàng đạo như tọa độ thiên văn có thể được thấy trong Nautical Almanac and Astronomical Ephemeris cho năm 1767. Các cột "Kinh độ của Mặt Trời" hiển thị dấu hiệu (được biểu thị dưới dạng số từ 0 đến và bao gồm cả 11), độ từ 0 đến 29, phút và giây.
Vua Mughal Jahangir đã phát hành một loạt tiền vàng và bạc hấp dẫn miêu tả mười hai dấu hiệu vòng tròn hoàng đạo.

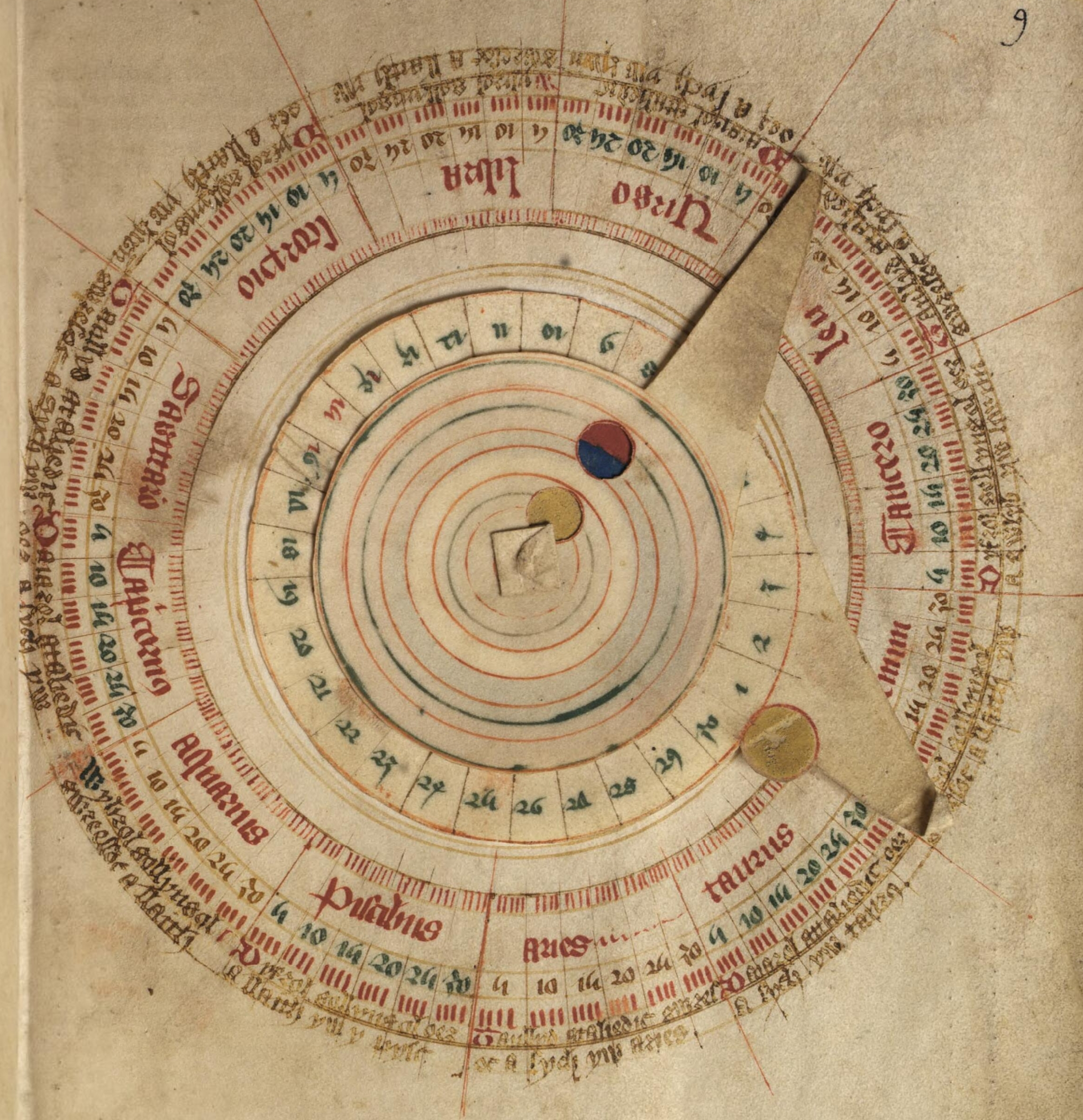
Một volvella của Mặt Trăng. Volvella là một thiết bị có thể di chuyển để xác định vị trí của Mặt Trời và Mặt Trăng trong vòng tròn hoàng đạo, thế kỷ 15
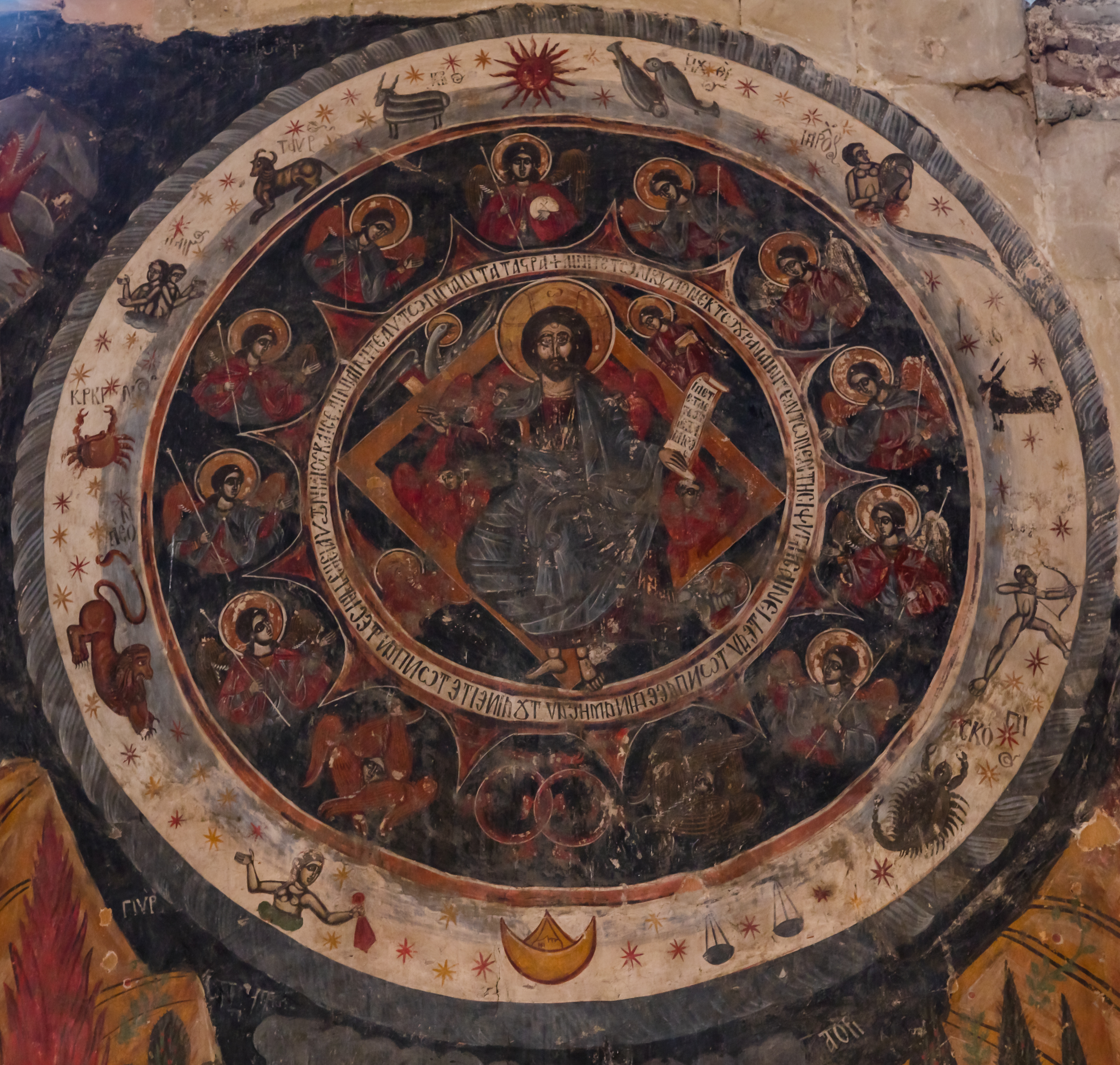
Tranh tường thế kỷ 17 về Chúa Kitô trong vòng tròn hoàng đạo, Nhà thờ Cột Sống, Gruzia

## Mười hai cung Hoàng Đạo
Điểm khởi đầu theo lý thuyết của cung Bạch Dương là xuân phân. Các cung khác cứ thế nối tiếp. Ngày giờ chính xác theo lịch Gregory thường khác biệt chút ít từ năm này sang năm khác, bởi lẽ lịch Gregory thay đổi tương ứng với năm chí tuyến, trong khi độ dài năm chí tuyến có bản chất thay đổi đều đều. Trong quá khứ gần đây và tương lai không xa thì các sai khác này chỉ vào khoảng dưới hai ngày. Từ năm 1797 đến năm 2043, ngày xuân phân (theo giờ UT - Universal Time) luôn rơi vào ngày 20 hoặc 21 tháng 3. Ngày xuân phân từng rơi vào ngày 19 tháng 3, gần đây nhất vào năm 1796 và lần tới là năm 2044.
| STT | Tên Latinh  | Tên thường gọi                                           | Tên chòm sao tương ứng | Nghĩa/biểu tượng                              | Hoàng đạo dương lịch (năm 2011) |
| --- | ----------- | -------------------------------------------------------- | ---------------------- | --------------------------------------------- | ------------------------------- |
| 1   | Aries       | Bạch Dương Tên khác: Dương Cưu                           | Bạch Dương             | Con cừu trắng                                 | 21/3 - 19/4                     |
| 2   | Taurus      | Kim Ngưu                                                 | Kim Ngưu               | Con bò vàng                                   | 20/4 - 20/5                     |
| 3   | Gemini      | Song Tử Tên khác: Song Nam, Song Sinh                    | Song Tử                | Hai cậu bé song sinh (đôi lúc là hai cô bé)   | 21/5 - 21/6                     |
| 4   | Cancer      | Cự Giải Tên khác: Bắc Giải                               | Cự Giải                | Con cua                                       | 22/6 - 22/7                     |
| 5   | Leo         | Sư Tử Tên khác: Hải Sư                                   | Sư Tử                  | Con sư tử                                     | 23/7 - 22/8                     |
| 6   | Virgo       | Xử Nữ Tên khác: Thất Nữ, Trinh Nữ                        | Xử Nữ                  | Trinh nữ                                      | 23/8 - 22/9                     |
| 7   | Libra       | Thiên Bình Tên khác: Thiên Xứng                          | Thiên Bình             | Cái cân                                       | 23/9 - 22/10                    |
| 8   | Scorpio     | Thiên Yết Tên khác: Hổ Cáp, Thần Nông, Bọ Cạp, Thiên Hạt | Thiên Yết              | Con bọ cạp                                    | 23/10 - 22/11                   |
| 9   | Sagittarius | Nhân Mã Tên khác: Xạ Thủ, Cung Thủ                       | Nhân Mã                | Nửa trên là người, nửa dưới là ngựa, cầm cung | 23/11 - 21/12                   |
| 10  | Capricorn   | Ma Kết Tên khác: Nam Dương, Ngư Dương                    | Ma Kết                 | Nửa trên là dê, nửa dưới là đuôi cá           | 22/12 - 19/1                    |
| 11  | Aquarius    | Bảo Bình Tên khác: Thủy Bình                             | Bảo Bình               | Người mang (cầm) bình nước                    | 20/1 - 18/2                     |
| 12  | Pisces      | Song Ngư                                                 | Song Ngư               | Hai con cá bơi ngược chiều                    | 19/2 - 20/3                     |

## Các chòm sao

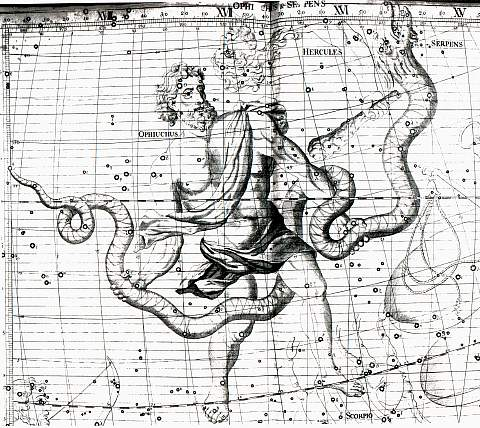
Bản đồ sao thế kỷ 18 vẽ hình chân của Ophiuchus vượt qua đường Ecliptic.

Các dấu hiệu vòng tròn hoàng đạo trong astrologia vì sao thường được gán xấp xỉ cho các chòm sao vật lý tương ứng, nhưng chúng khác biệt về mặt vị trí do các lý do như sự lệch hướng của chúng do hiện tượng dịch chuyển mùa xuân và sự không đồng đều trong chiều rộng của đường ecliptic. Mặt Trời không ở trong mỗi chòm sao trong cùng một khoảng thời gian. Chẳng hạn, Virgo chiếm nhiều hơn 5 lần kinh độ ecliptic so với Scorpius. Các dấu hiệu vòng tròn hoàng đạo là một trừu tượng từ các chòm sao vật lý và mỗi chòm sao đại diện chính xác cho 1/12 của vòng tròn đầy đủ. Tuy nhiên, do độ cong của quỹ đạo Trái Đất, thời gian mà Mặt Trời ở trong mỗi dấu hiệu thay đổi một chút theo thời gian. Điều này có nghĩa rằng sự căn chỉnh giữa dấu hiệu vòng tròn hoàng đạo và các chòm sao vật lý cần phải được hiệu chỉnh định kỳ để duy trì sự phù hợp.
Cách tiếp cận này trong astrologia vì sao cho phép người sử dụng tử vi theo dấu hiệu vòng tròn hoàng đạo có khung thời gian và đặc điểm tương ứng với từng dấu hiệu, mà không cần theo dõi sự di chuyển liên tục của Mặt Trời qua các chòm sao. Điều này tạo ra một hệ thống dễ sử dụng và thích hợp cho mục đích tư duy về tâm linh và tâm lý.
Đường Ecliptic tương tác với 13 chòm sao trong tác phẩm Almagest của Ptolemy, cùng với các chòm sao được xác định chính xác hơn bởi IAU. Bên cạnh 12 chòm sao mà sau đó trở thành 12 dấu hiệu của vòng tròn hoàng đạo, đường Ecliptic còn giao với Ophiuchus, một phần nằm ở giữa Scorpio và Sagittarius. Đôi khi sự khác biệt này giữa các chòm sao thiên văn học và các dấu hiệu chiêm tinh bị thông báo sai trong phương tiện truyền thông phổ biến, như một "thay đổi" trong danh sách các dấu hiệu truyền thống do một tổ chức thiên văn như IAU, NASA hoặc Hội Thiên văn Hoàng gia. Điều này đã xảy ra trong báo cáo của BBC Nine O'Clock News năm 1995 và trong các báo cáo khác vào năm 2011 và 2016.
Một số chòm sao "ngoại vòng tròn hoàng đạo" tiếp xúc với đường di chuyển của các hành tinh, dẫn đến việc đếm lên đến 25 "chòm sao của vòng tròn hoàng đạo". Danh mục cổ đại MUL.APIN của người Babylon liệt kê Orion, Perseus, Auriga, và Andromeda. Các nhà thiên văn hiện đại đã ghi nhận rằng các hành tinh đi qua Crater, Sextans, Cetus, Pegasus, Corvus, Hydra, và Scutum, với Venus chỉ đi qua Aquila, Canis Minor, Auriga, và Serpens rất hiếm khi.
Có một số chòm sao "ngoài vòng tròn hoàng đạo" mà tiếp xúc với đường di chuyển của các hành tinh, dẫn đến việc đếm lên đến 25 "chòm sao của vòng tròn hoàng đạo". Danh mục cổ đại MUL.APIN của người Babylon liệt kê Orion, Perseus, Auriga và Andromeda là một số ví dụ. Những nhà thiên văn hiện đại đã ghi nhận rằng các hành tinh đã đi qua các chòm sao như Crater, Sextans, Cetus, Pegasus, Corvus, Hydra và Scutum. Tuy nhiên, các hành tinh chủ yếu di chuyển trong vòng tròn hoàng đạo, và chỉ một số trường hợp đặc biệt khi chúng đi qua các chòm sao bên ngoài vòng tròn hoàng đạo. Ví dụ, Venus chỉ đi qua các chòm sao như Aquila, Canis Minor, Auriga và Serpens rất hiếm khi trong quỹ đạo của nó.